# Jules Rouard
Pour les articles homonymes, voir Rouard.

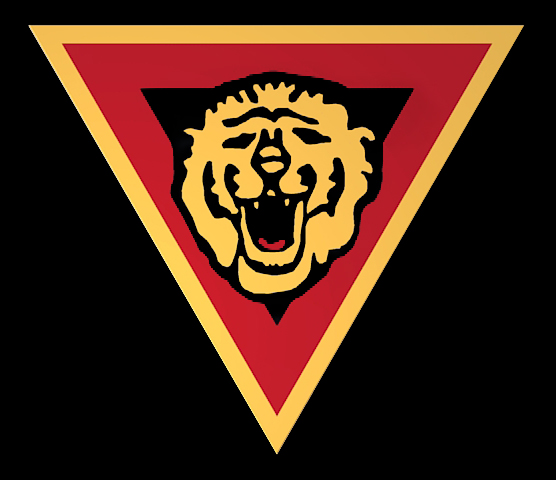
Blason Armée secrète

Jules Rouard, né le 22 mai 1926 à Achet (commune de Hamois, province de Namur, Belgique), mort le 28 décembre 2008 à Miécret (commune de Havelange, province de Namur, Belgique), fut un résistant, militaire et photographe belge. 

## Biographie
Durant la Seconde Guerre mondiale, il est membre de l'Armée secrète, mouvement de la Résistance intérieure belge. A ce titre, il prend part aux combats victorieux qui ont lieu le 27 août 1944 à Jannée, : 2000 à 2500 Nazis ayant encerclé un bois dont un groupe de l'Armée secrète avait fait sa base, et n'ayant essuyé aucun tir de réplique à leurs nombreuses rafales d'armes automatiques, y pénètrent en début d'après-midi, tandis que les maquisards, qui attendaient cet instant, déclenchent un feu nourri, surprenant l'ennemi qui perd 187 hommes, puis le groupe, tirant profit du brouillard, parvient à s'échapper, laissant 9  morts ou disparus sur le terrain.
Il s'enrôle volontairement dans le 16e bataillon de fusiliers belges, qui a été formé à Bon-Secours le 15 janvier 1945, et mis à la disposition de l'armée américaine le 12 mars 1945,,.
C'est ainsi qu'il participe à la libération du camp de concentration de Buchenwald en avril 1945. Le 16 avril 1945, alors que le commandement américain réquisitionne des notables de la ville voisine de Weimar pour « constater l'horrible réalité du régime porté au pouvoir en 1933 », il prend une série de photos sur le vif qui constitue un témoignage exceptionnel sur le spectacle atroce qu'ont découvert les libérateurs du camp,.
Pierre Johnson alias Pierre Jouffroy, résistant français déporté à Buchenwald, rapporte dans ses mémoires recueillis par sa fille que Jules Rouard y aurait « réalisé des centaines de photographies »,.
Après la guerre, Jules Rouard devient président de l'amicale des anciens combattants de Hamois, et administrateur de la Fraternelle des volontaires de guerre du 16e bataillon de fusiliers.

## Photographies de Buchenwald
Quelques-unes de ses photos, parmi la trentaine disponible sur Wikimedia Commons, et dans l'article Wikipedia consacré à Buchenwald, toutes datées du 16 avril 1945 :

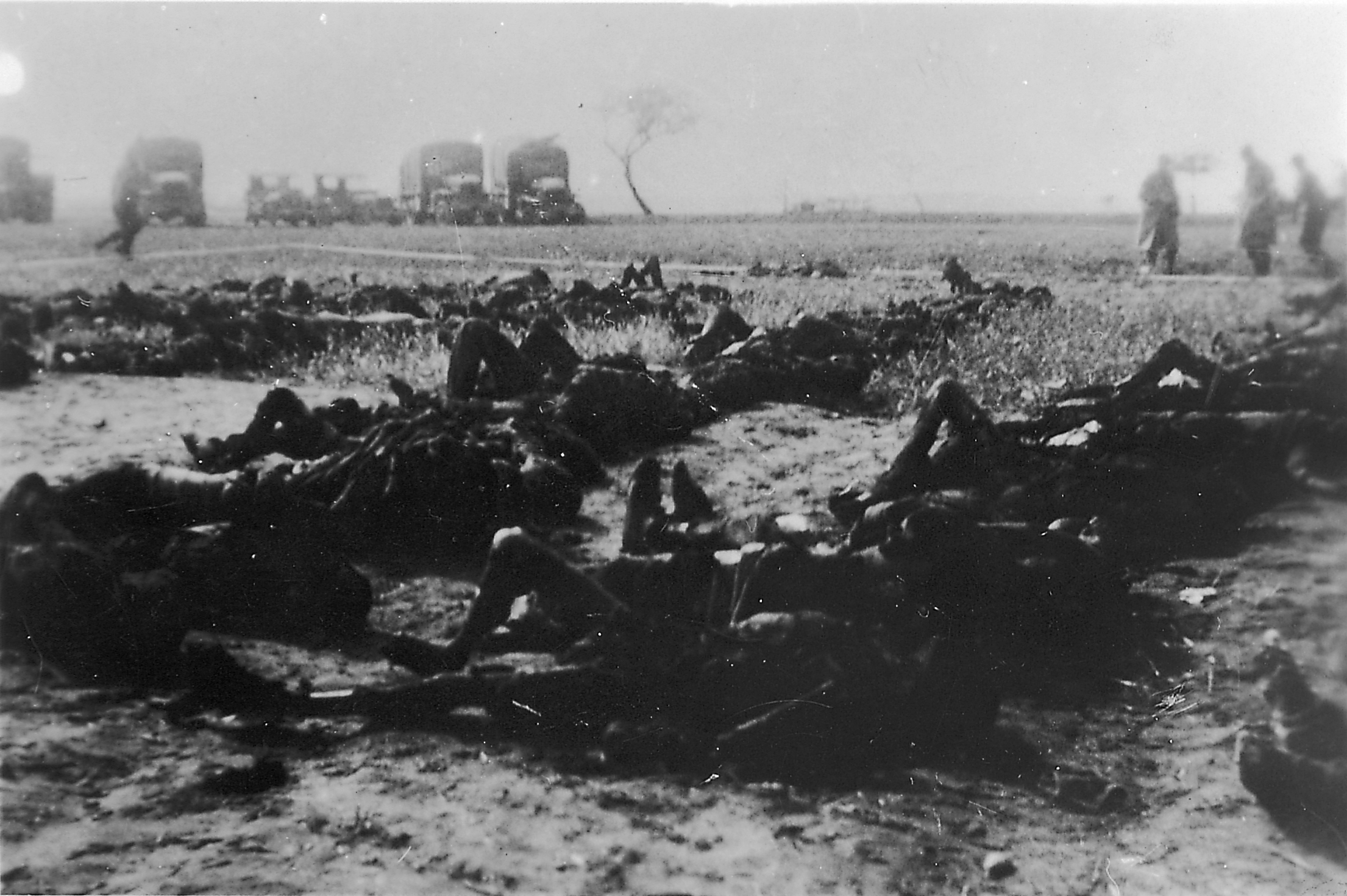
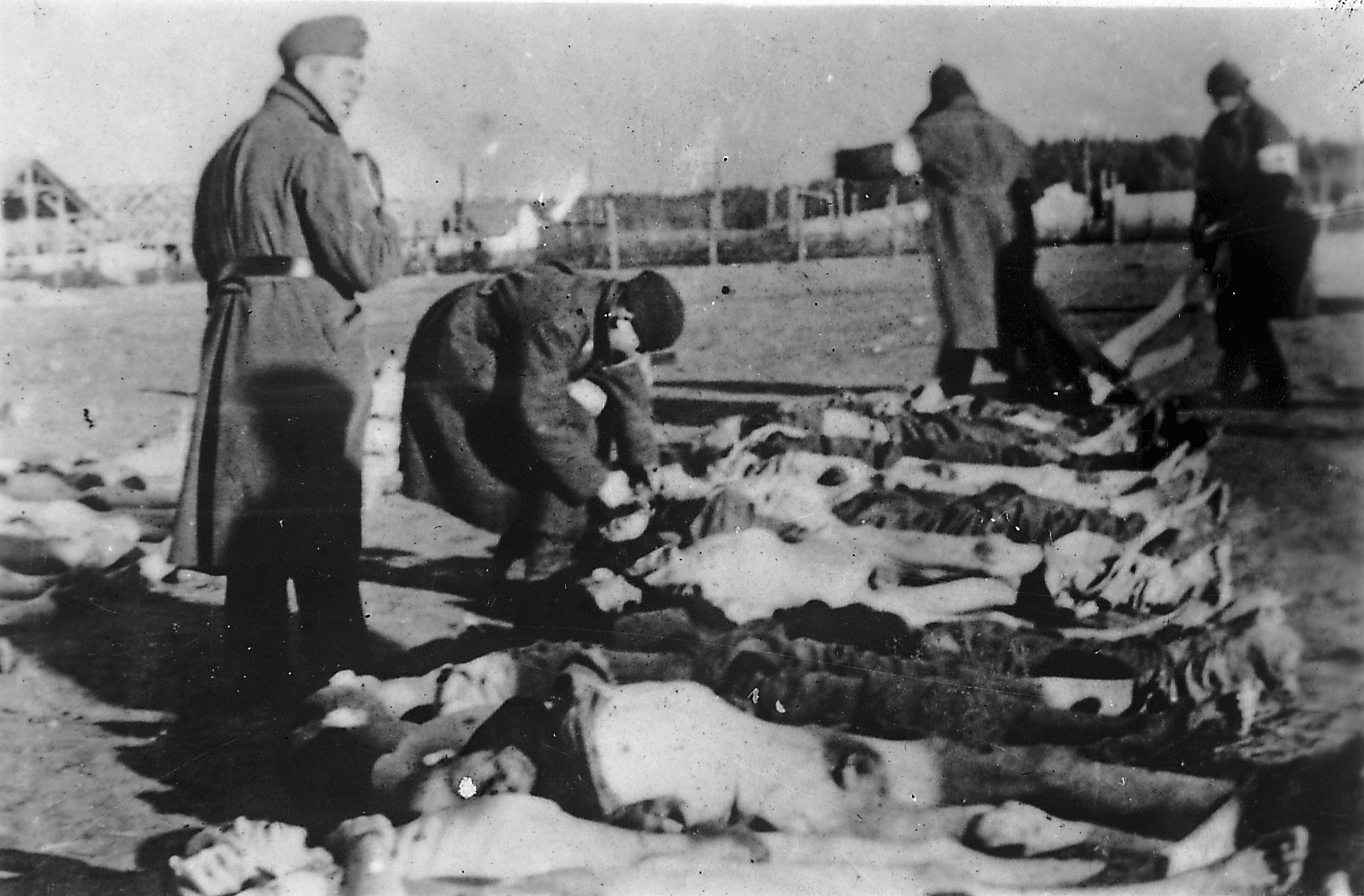
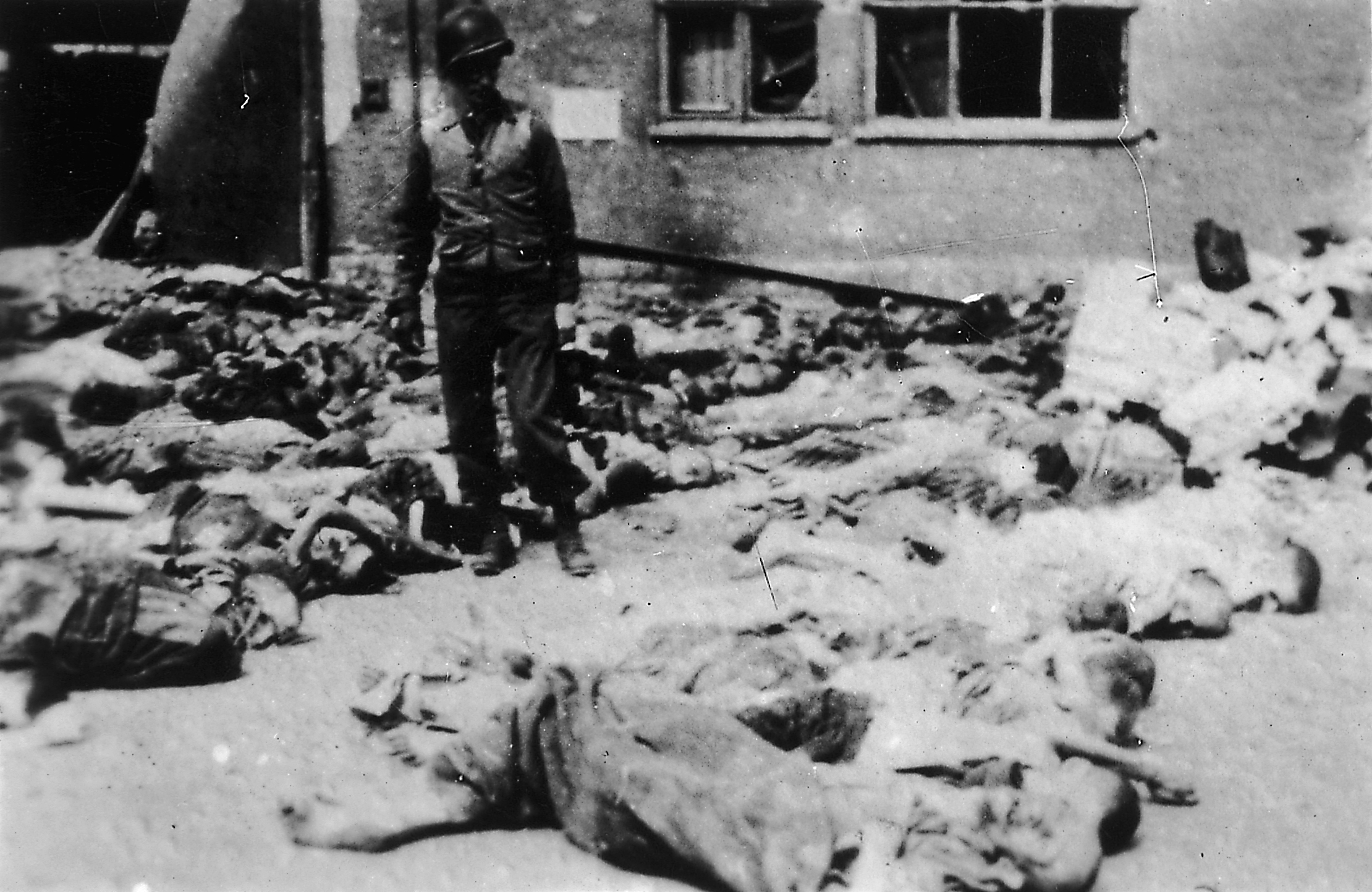
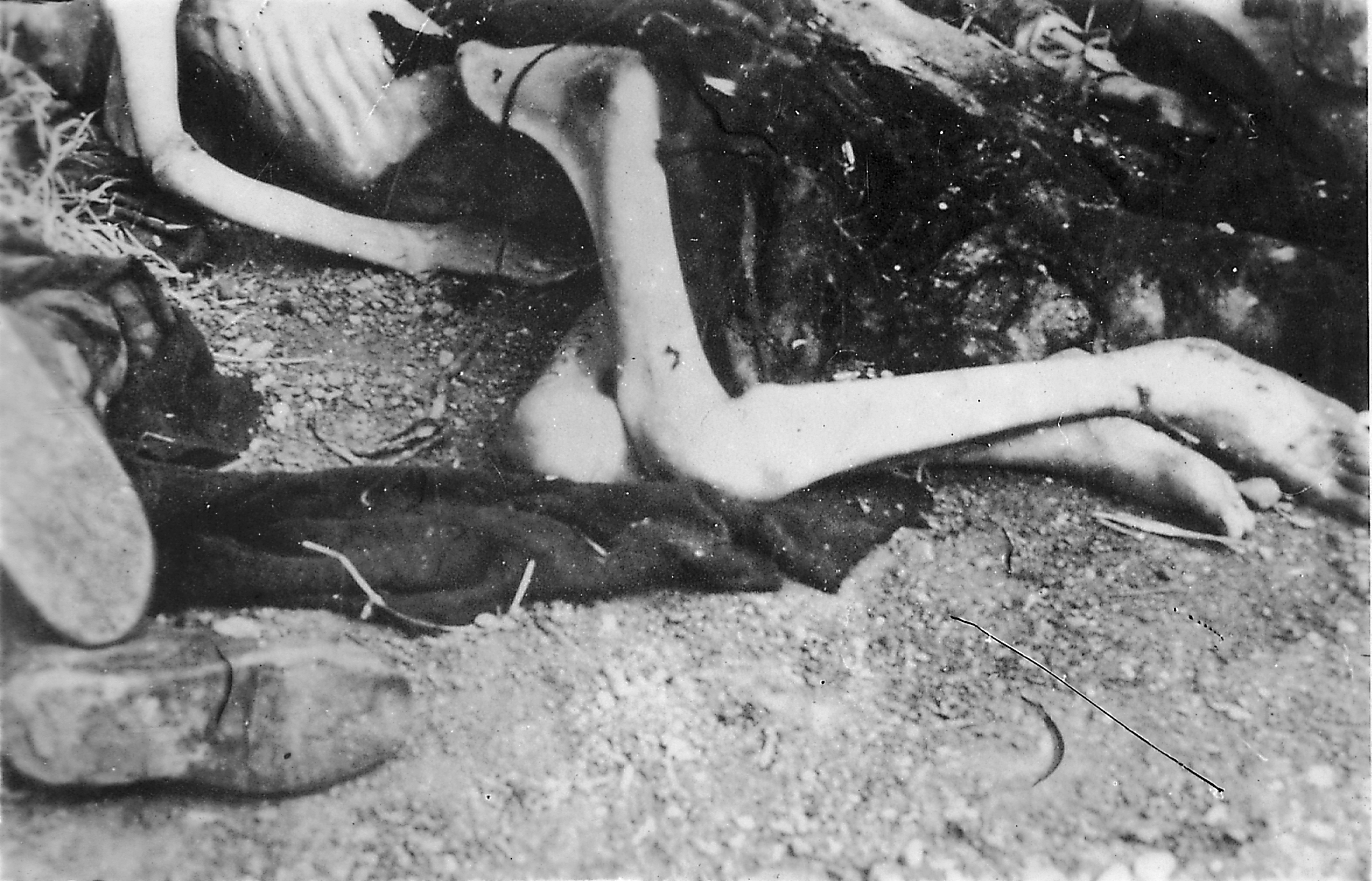
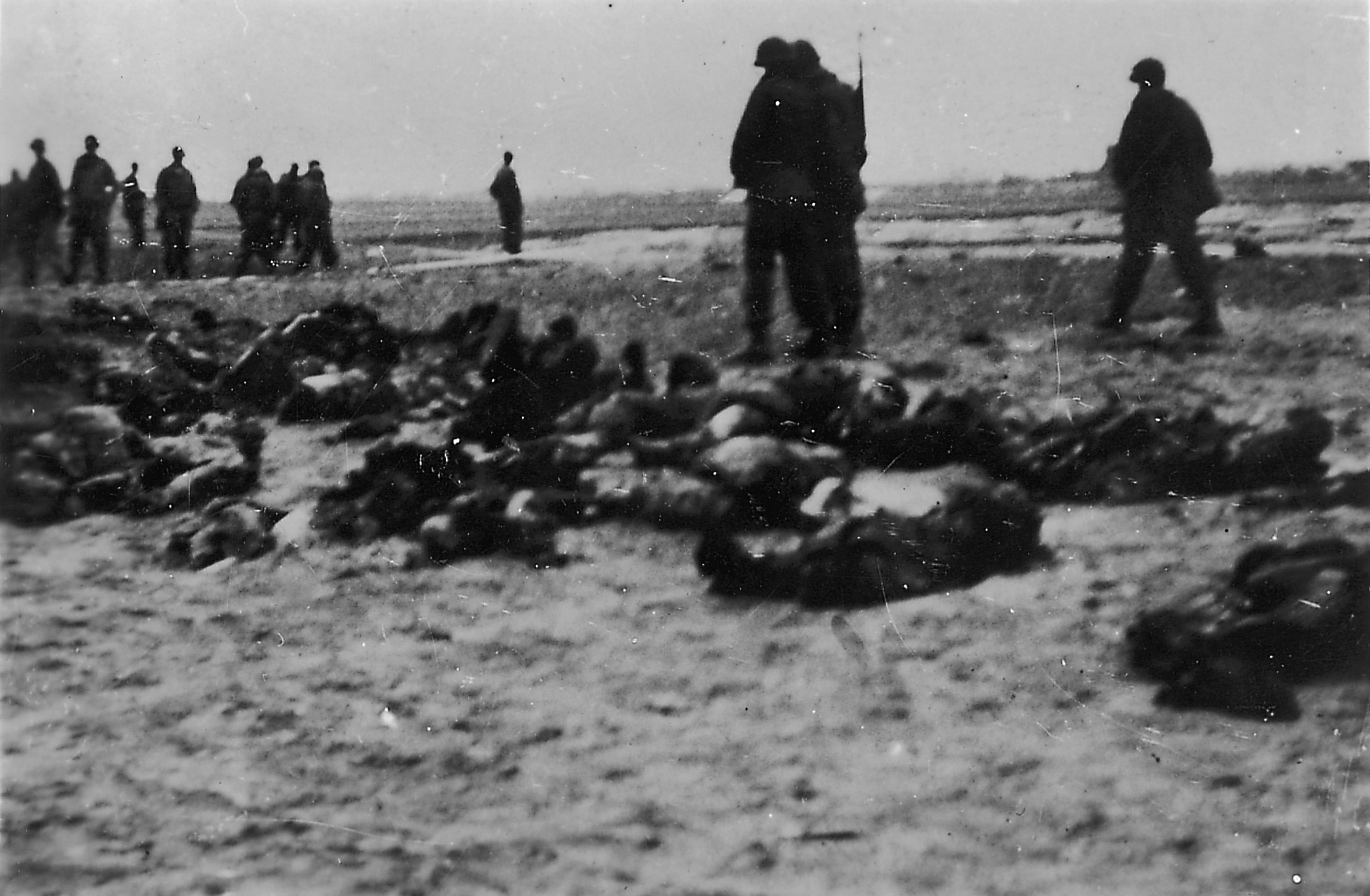
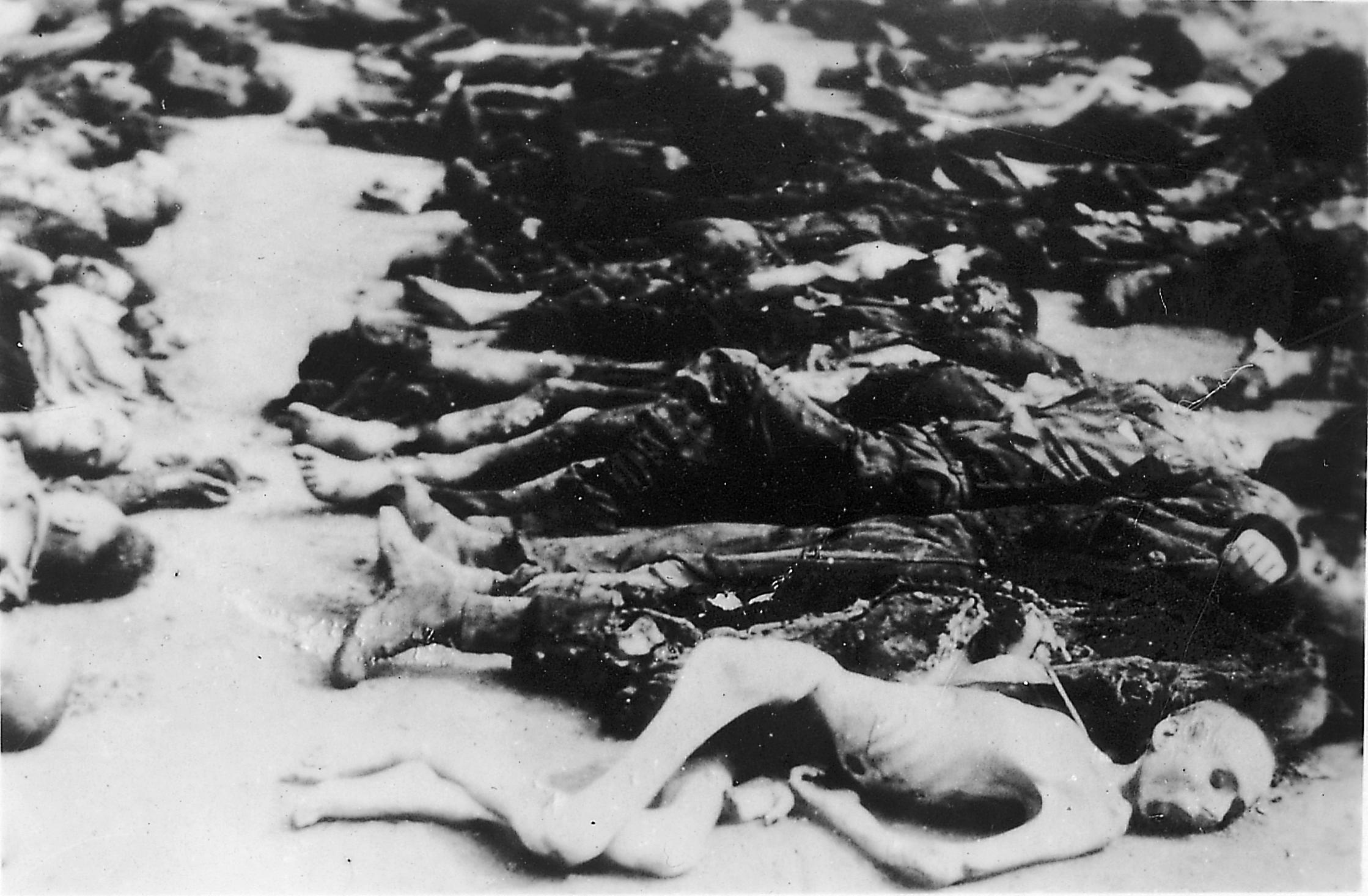
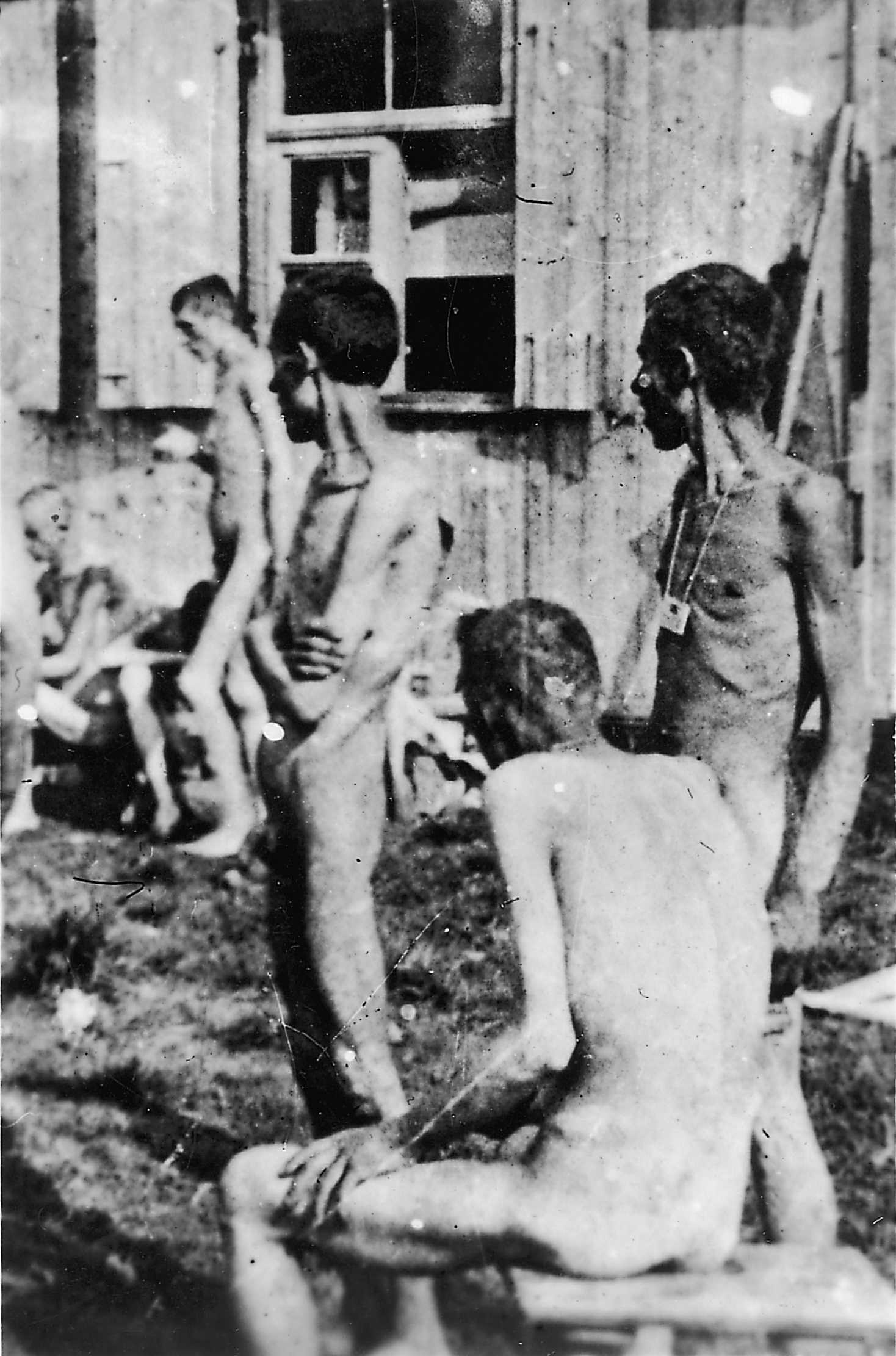
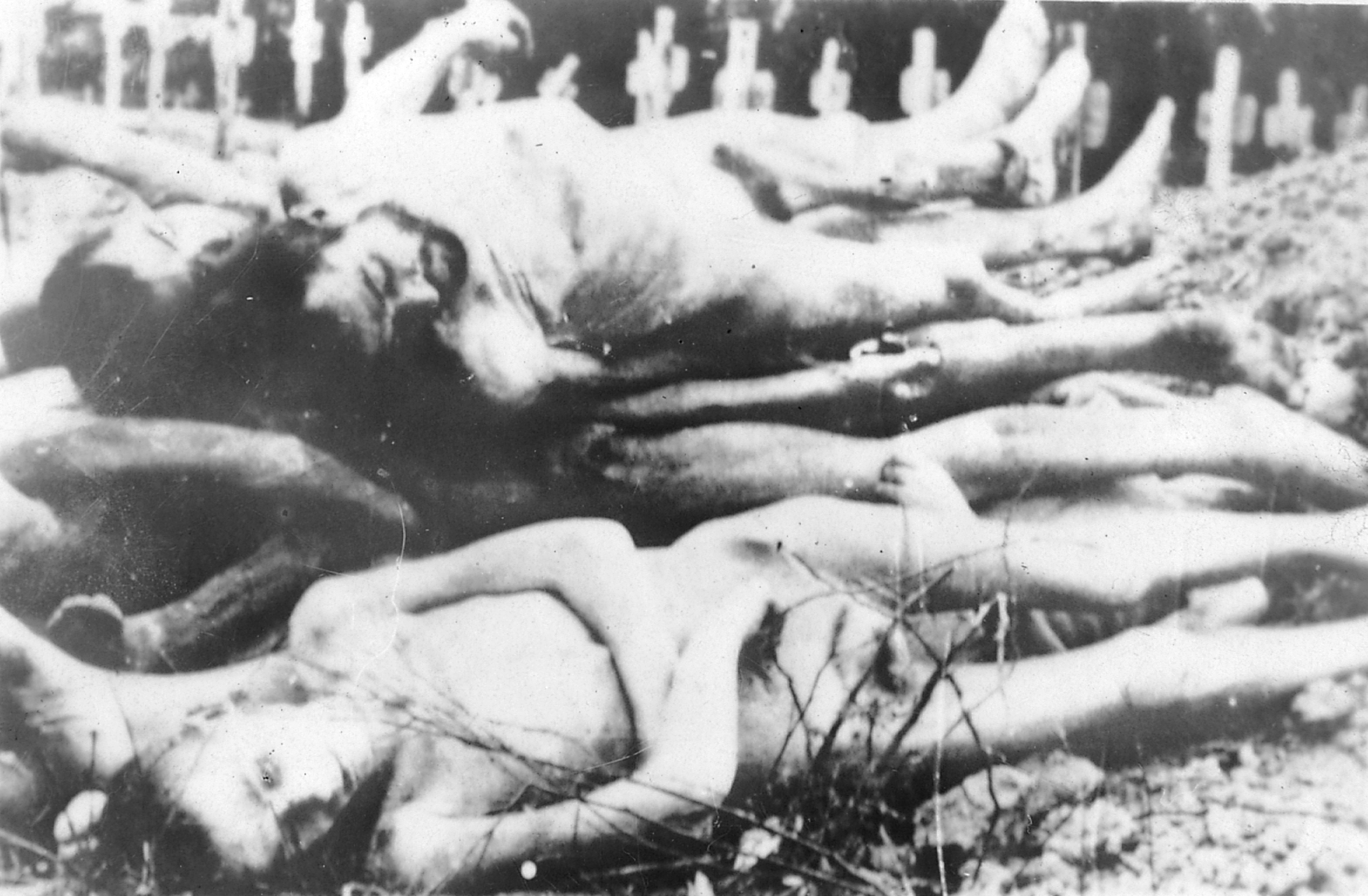
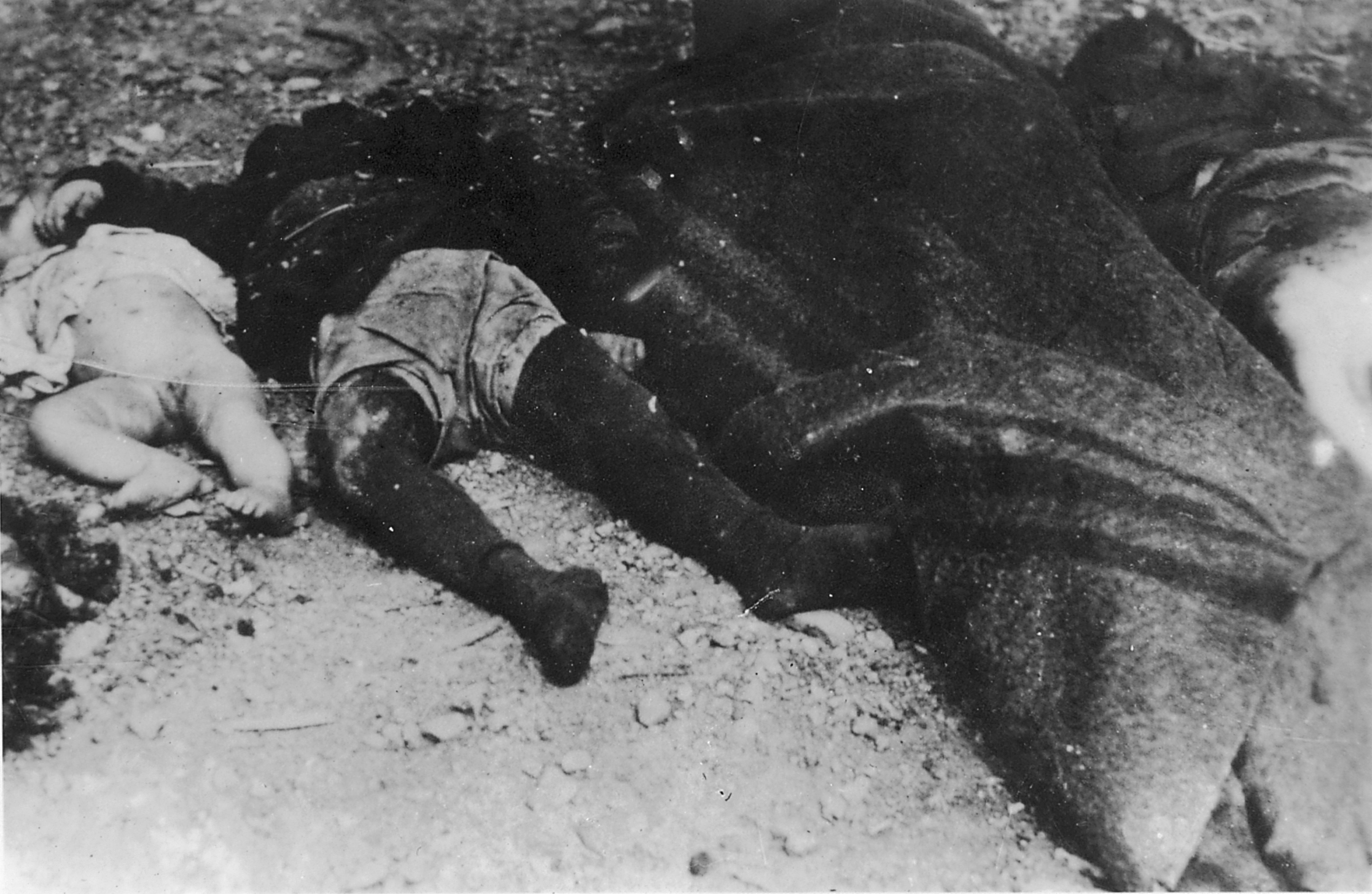
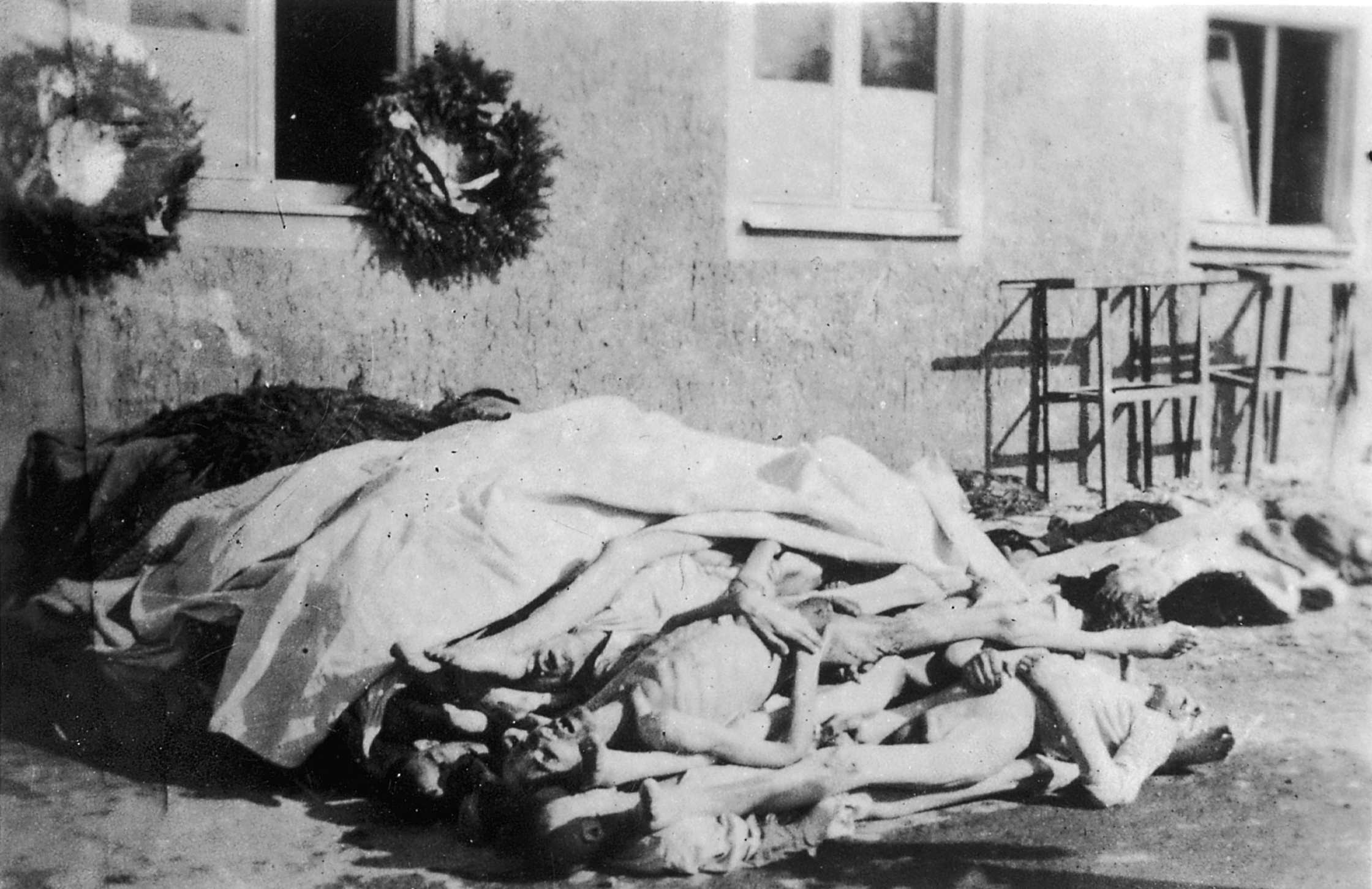
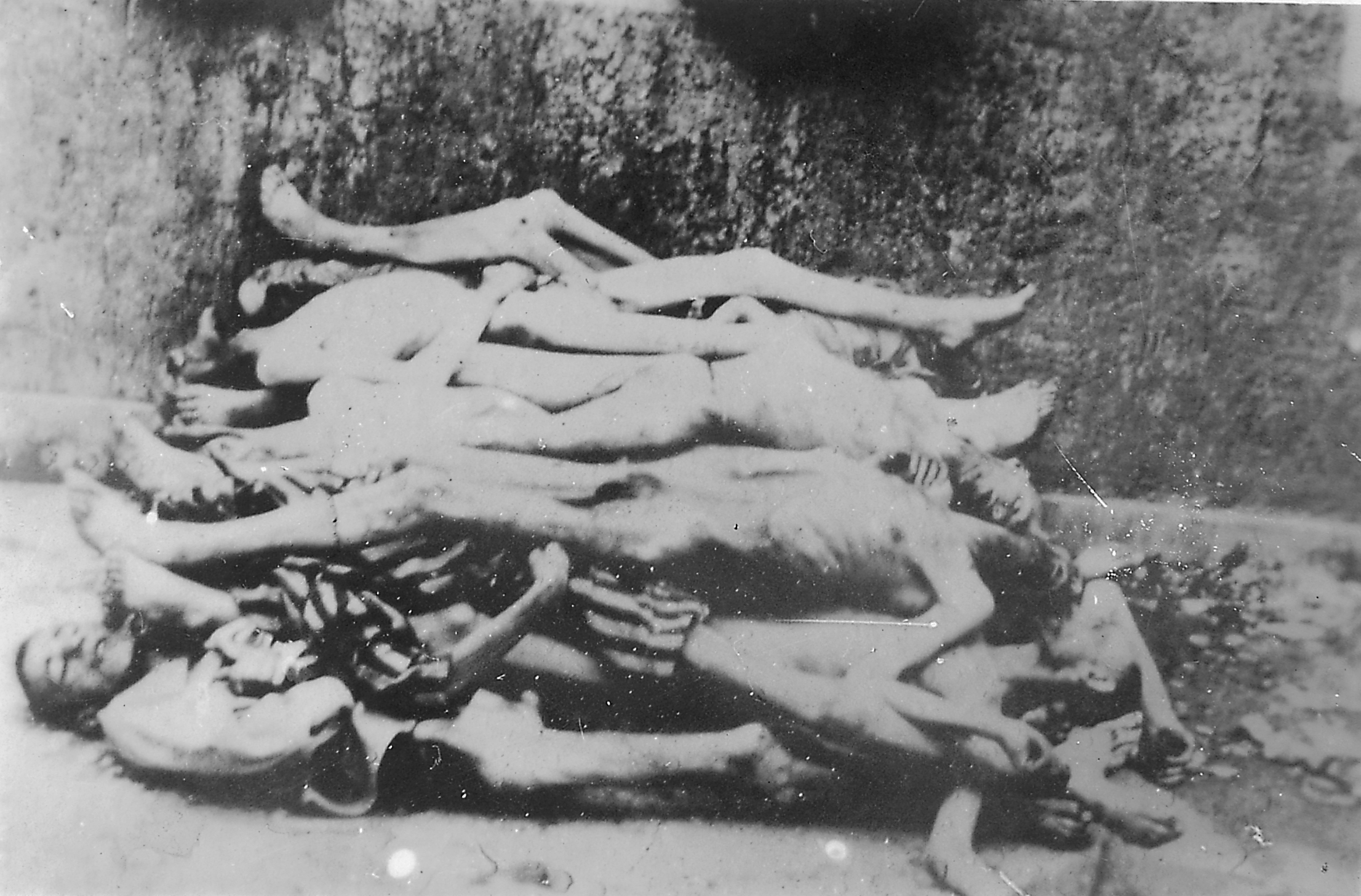
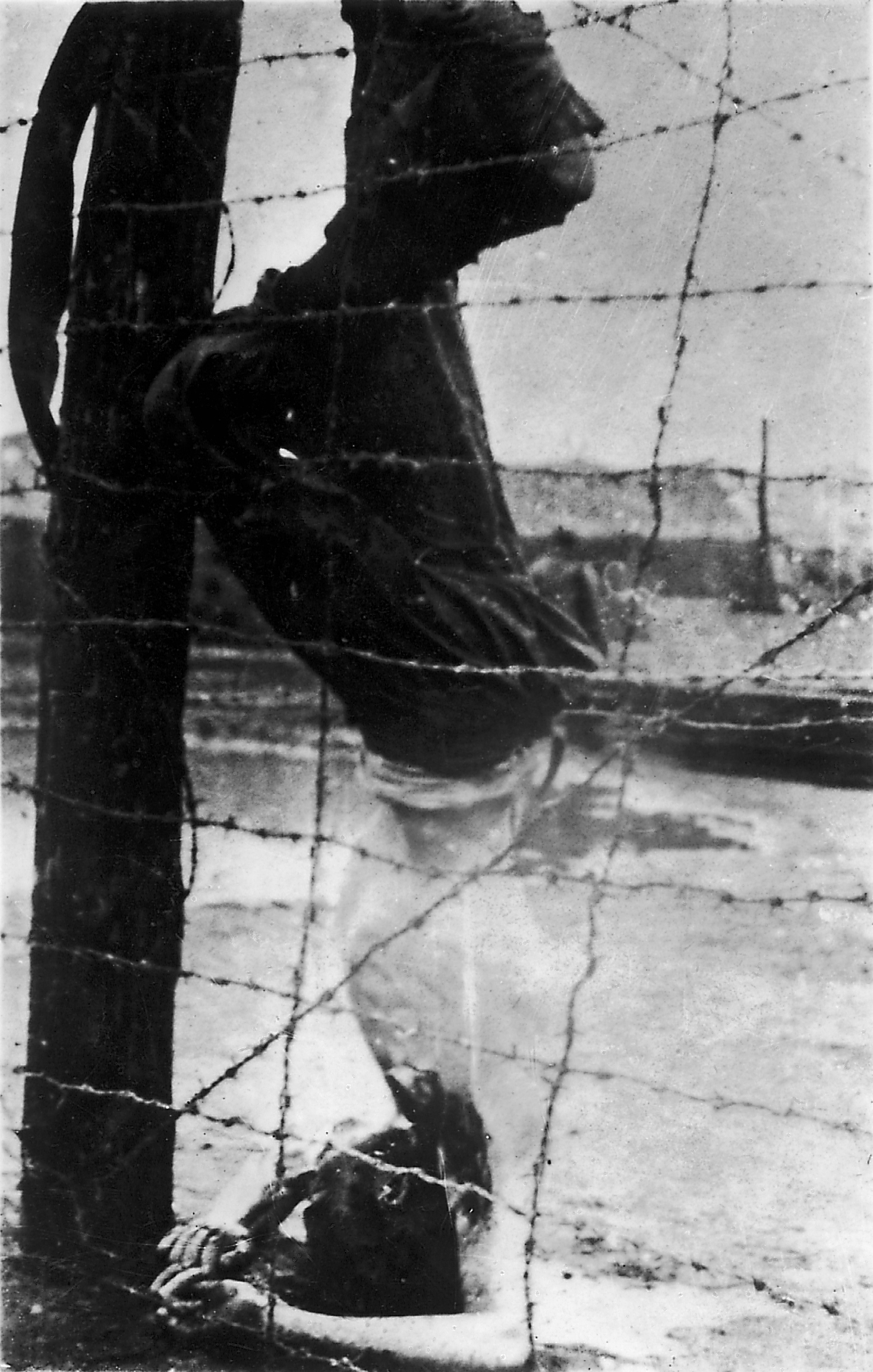
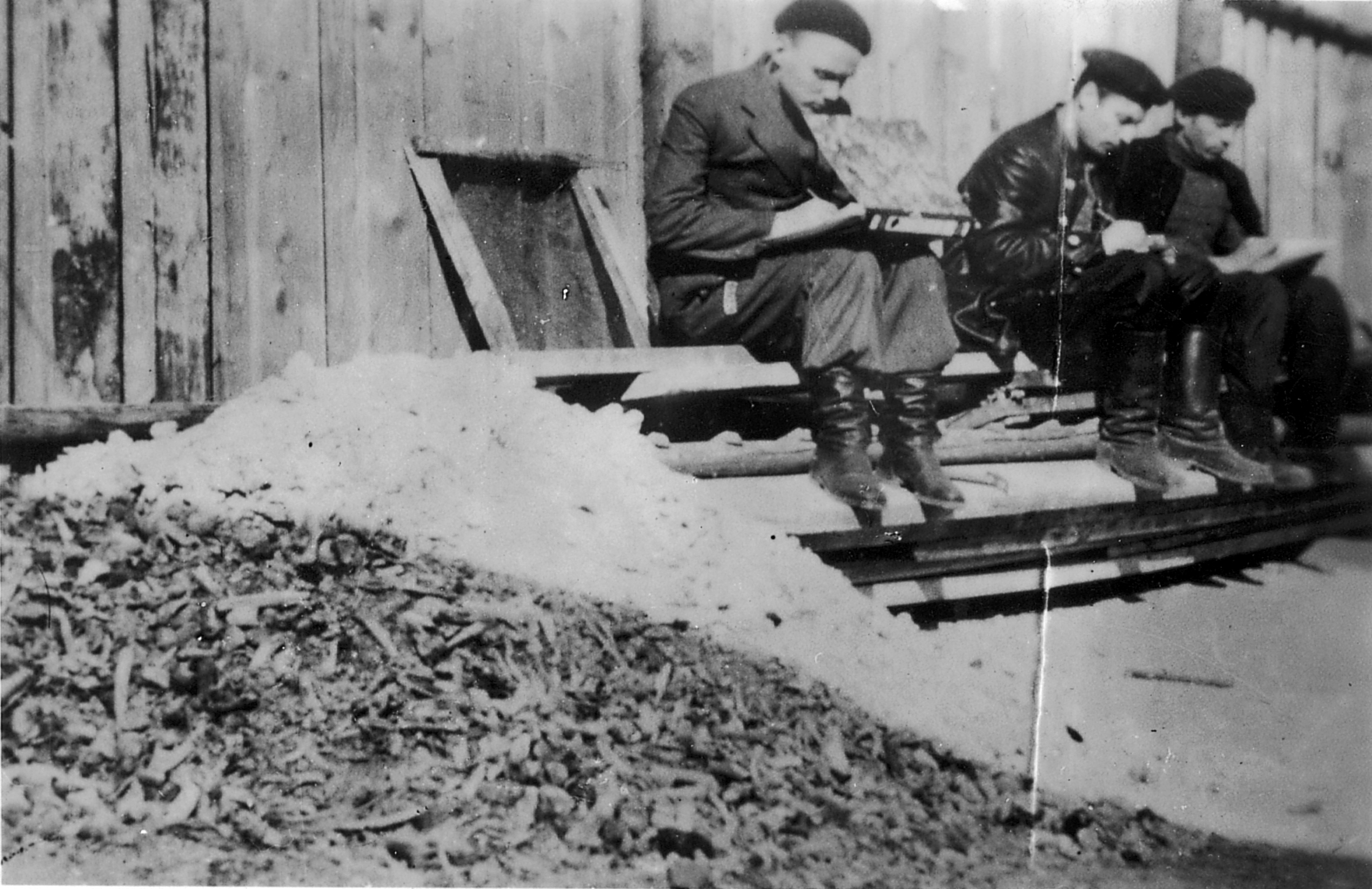
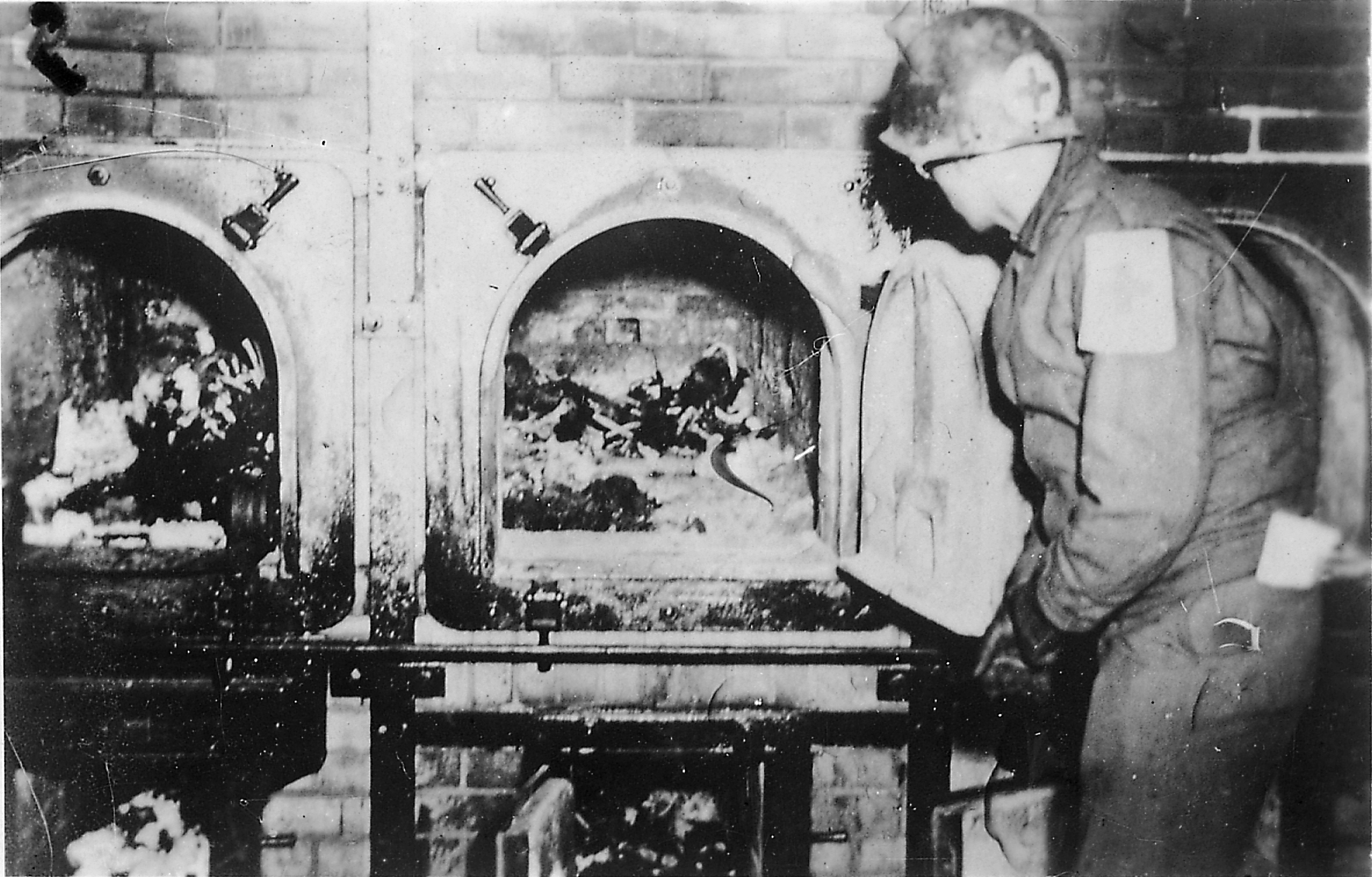

Des sociologues américains remarquent, en se référant à la 7e photo ci-dessus et à sa légende, qu'après leur libération, des prisonniers sont maintenus nus en attendant d'être pris en charge médicalement.

## Distinctions
- Chevalier de l'ordre de Léopold II[1].
- Le 21 août 1945 à Lubbeek, le général Dwight D. Eisenhower, chef suprême interallié, adresse au 16e Bataillon de fusiliers belges une proclamation le félicitant pour son mérite exceptionnel : « Les actions d'éclat de cette unité sont un sujet de fierté, non seulement pour elle-même, mais pour l'armée belge toute entière »[10].